# Il Cammino di Santiago
Il Cammino di Santiago (O diário de um mago in  portoghese) è un romanzo scritto da Paulo Coelho e pubblicato nel 1987. Racconta del pellegrinaggio a Santiago di Compostela compiuto nell'estate 1986 dallo stesso autore, che lo compose al ritorno del suo viaggio.
Il successo di questo libro è considerato una delle cause che ha contribuito a ridare popolarità all'omonimo Cammino, dopo un'epoca di declino dovuto agli eventi storici della guerra civile spagnola e della conseguente dittatura di Francisco Franco.
Il libro, il cui autore si professa cattolico, tratta di elementi della religiosità cristiana, riletti tuttavia anche in chiave iniziatica ed esoterica.

## Trama
(Dalla quarta di copertina del libro)

Mappa del Cammino di Santiago, conosciuto anche col nome di «Rotta Giacobea», oppure «Via Lattea».
Il percorso seguito da Coelho fu quello Francés.

Nel prologo, l'autore racconta il motivo della sua esperienza, ovvero il tentativo di ritrovare la sua "Spada", presentandosi come un accolito di un gruppo cattolico segreto di nome di R.A.M. (acronimo di Regnus Agnus Mundi). Quest'ordine, costituito da un insieme di circoli con a capo un Maestro, si occupa di esercizi spirituali anche magici chiamati dall'autore «Riti della Tradizione». Egli è giunto al termine di una serie di prove per divenire Mago dell'ordine, ma gli manca la ricerca della propria Spada, necessaria per completare la cerimonia finale.
Tale spada, affidata dal suo Maestro alla moglie dello scrittore brasiliano, si trova al termine del Cammino di Santiago di Compostela che Coelho avrebbe dovuto percorrere a partire da Saint Jean Pied de Port, in Francia, fino a Santiago di Compostela, attraversando a piedi i Pirenei e una vasta fetta di Spagna.

### L'incontro con la guida

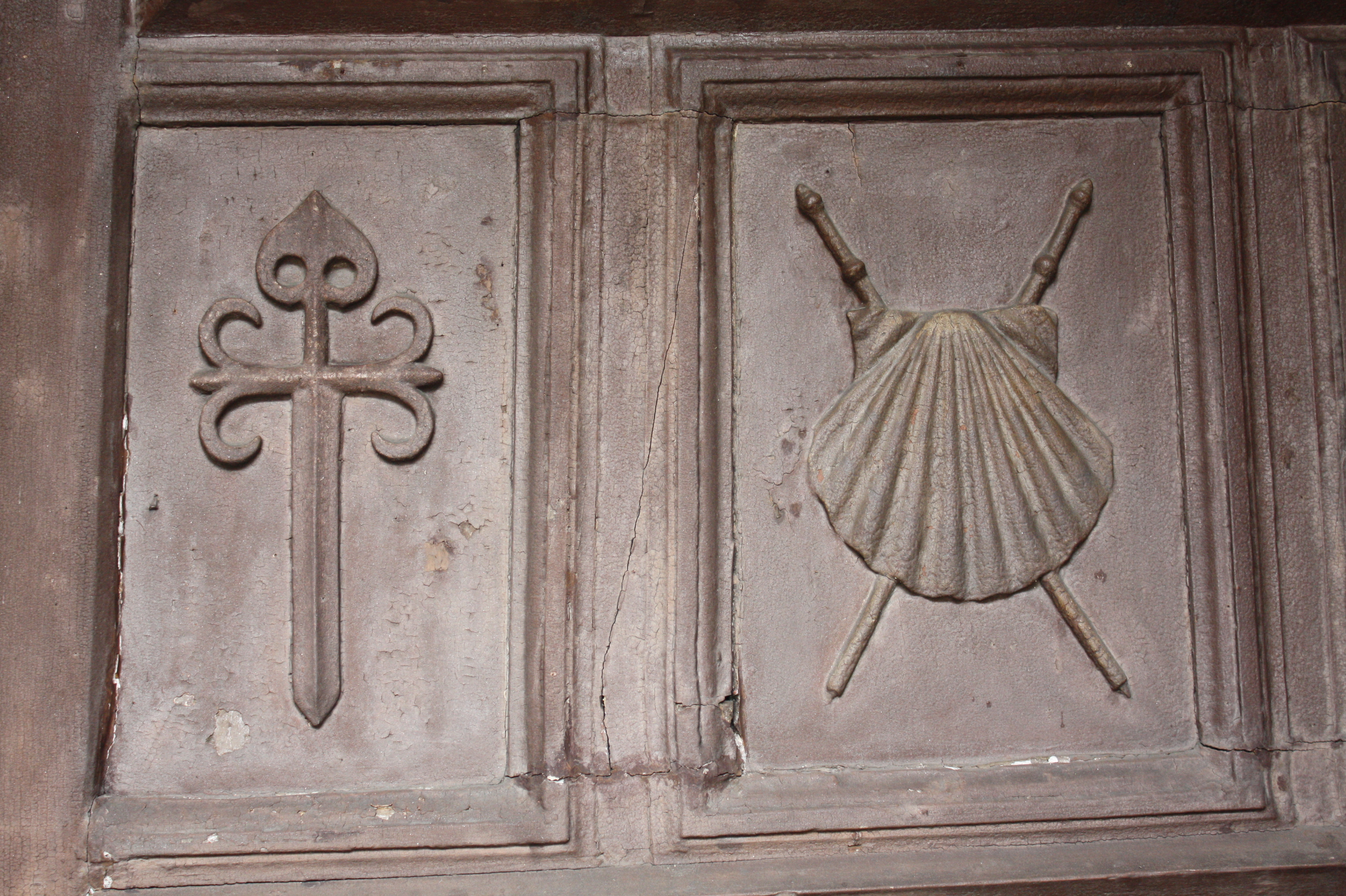
Simboli del pellegrinaggio di Santiago: la Spada di San Giacomo a forma di croce, oltre alla conchiglia col bastone e la zucca.

In quella cittadina francese Coelho fu ragguagliato da una signora, Madame Debrill, su come trovare la propria guida, un italiano denominato Petrus che l'avrebbe assistito in questa sorta di viaggio iniziatico, il quale aveva già compiuto il Cammino con la stessa missione. A lui avrebbe dovuto prestare obbedienza assoluta.

Recatosi nel punto indicato, tuttavia, Coelho incontrò il suo primo demone, nelle sembianze di uno zingaro, che egli scambiò per la sua guida. Per sua fortuna l'apparizione di Petrus mise in fuga lo zingaro, grazie alle parole segrete di riconoscimento con le quali doveva farsi identificare: 
Per quanto Coelho lo avesse da allora sovrastimato, vedendo in lui una guida del calibro di don Juan, il maestro-sciamano descritto nei libri di Castaneda, in grado di condurlo nei misteri occulti dello Straordinario, ammetterà in seguito il proprio malinteso confessando a Petrus: «tu hai resistito arduamente a tutti i miei tentativi di trasformarti in eroe. Ciò ha reso molto difficile il nostro rapporto, finché ho capito che lo Straordinario risiede nel Cammino delle Persone Comuni».

### Il passaggio dei Pirenei
Aiutato da alcuni esercizi insegnati dalla guida, che fanno parte dei rituali della Tradizione RAM, il primo dei quali fu l'«Esercizio della Semente», Coelho iniziò con Petrus l'attraversamento dei Pirenei, che si avrebbe potuto svolgere in circa sei ore, ma per il quale impiegarono invece sei giorni: la sua guida infatti allungò di proposito il tragitto senza che Coelho neppure se ne avvedesse, preoccupato com'era di giungere al più presto alla sua meta. Quando Petrus glielo fece notare, gli insegnò la seguente lezione: 

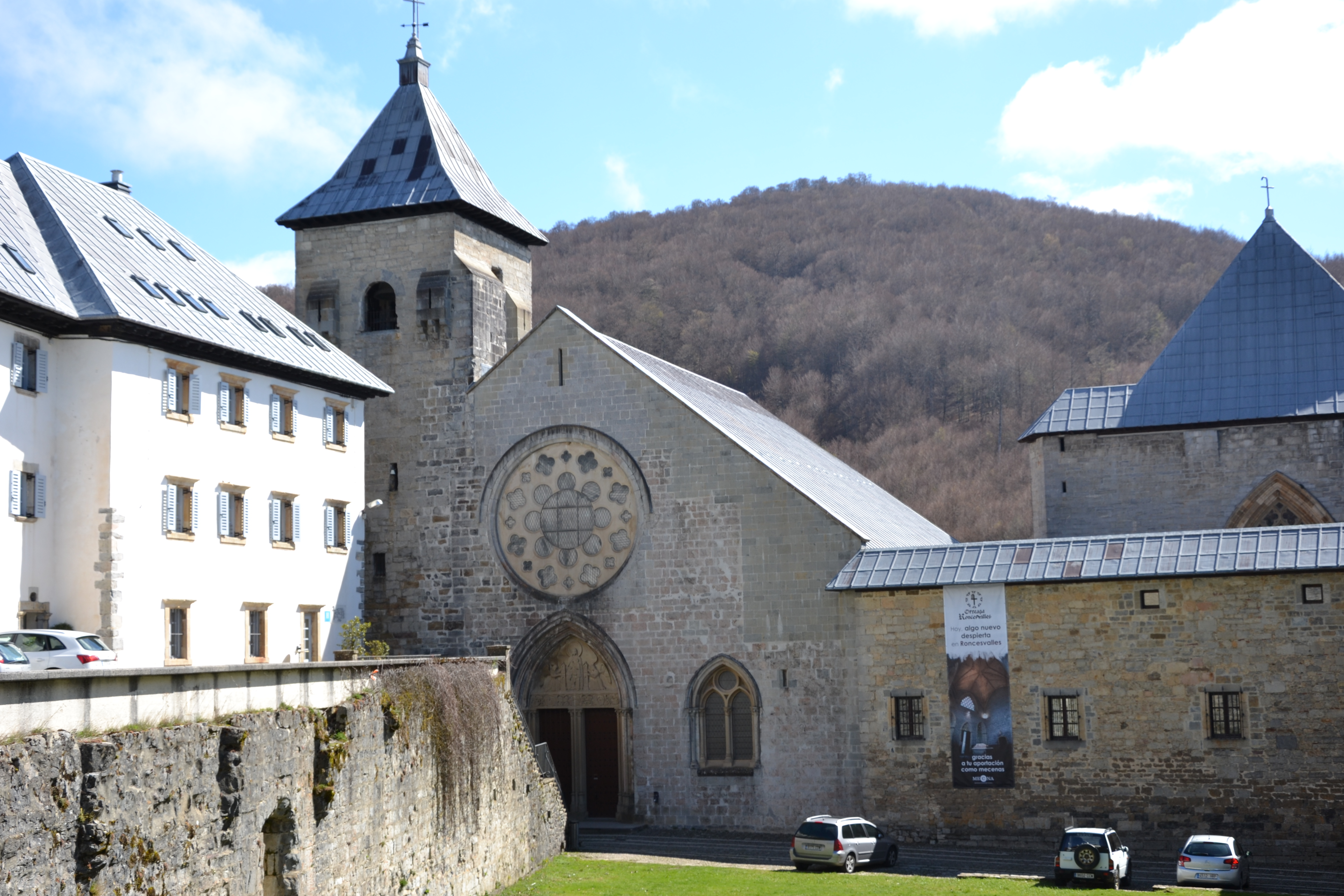
Collegiata Reale di Roncisvalle.

 Giunti a pochi passi da Roncisvalle, gli insegnò poi la seconda pratica di RAM, l'«Esercizio della Velocità», che consisteva nel rallentare al massimo la propria andatura, cercando di calmare l'impazienza di arrivare. Coelho vide così dileguarsi, col passare dei giorni, i propri legami e preoccupazioni riguardo agli impegni di lavoro lasciati in sospeso in Brasile.

### Da Roncisvalle a Puente la Reina

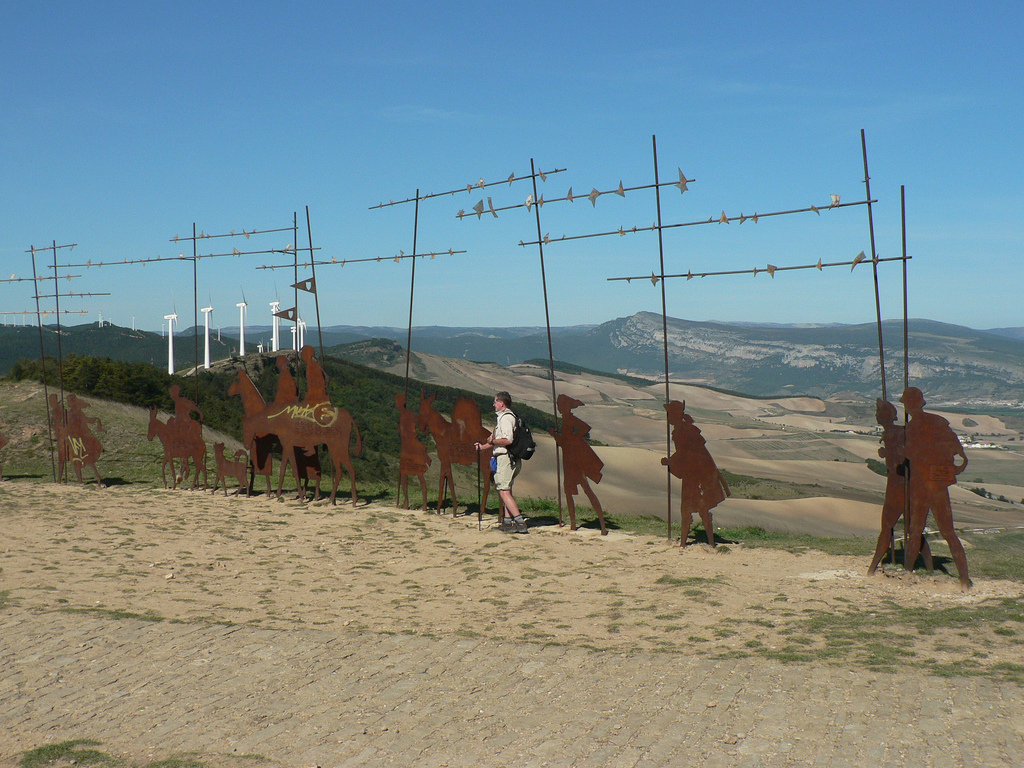
Sierra del Perdón lungo il Cammino di Santiago.

Nella Chiesa della Real Collegiata di Roncisvalle, Coelho fu presentato a padre Xavier, definito da Petrus uno «stregone», che gli diede la benedizione di San Giacomo di Compostela con le parole bibliche: «Là dove sarà il tuo tesoro, si troverà il tuo cuore».
Ripreso il cammino, in una vasta pianura situata dopo il monte Alto del Perdón, Petrus insegnò a Coelho l'Esercizio RAM della Crudeltà.
Giunti a Puente la Reina, dove pernottarono in un convento di frati dediti al voto di silenzio, Coelho si imbatté in un ragazzino nel quale si manifestò un suo «demonio personale», presagio di una lotta che egli avrebbe presto dovuto compiere, impegnandosi nel «Buon Combattimento» per i propri sogni, espressione mutuata da quella di San Paolo.

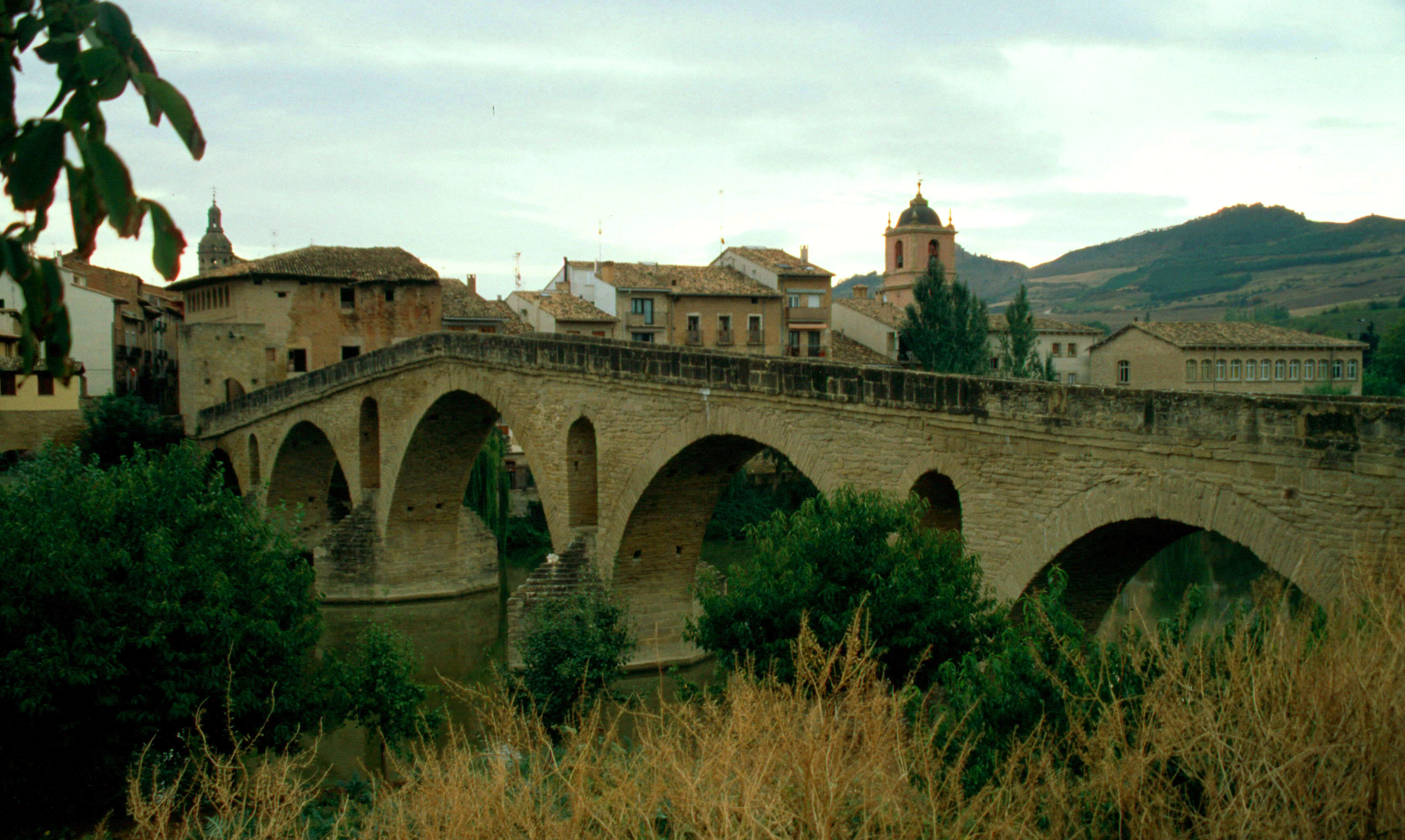
Puente la Reina col suo ponte romanico che dà il nome al paesino.

Petrus gli parlò allora del Messaggero, una sorta di demone legato alle forze della terra, compresente in ognuno insieme all'angelo custode, e corrispondente a Mercurio nell'antica Grecia; quindi gli spiegò il relativo Esercizio RAM per contattarlo, al fine di riceverne aiuti sul piano materiale. Il messaggero di Coelho gli si rivelò col nome di Astrain.

### L'incontro col Cane Nero
Fermandosi in un paesino, Coelho e la sua guida appresero della maledizione di uno zingaro, bruciato decenni prima nella pubblica piazza, i cui demoni si sarebbero impossessati di un suo abitante. Recatisi nella sua casa, vi trovarono una vecchia col suo cane nero, i cui occhi cominciarono a ipnotizzare Coelho. Dopo aver bevuto una tazza di tè, forse trattata con qualche strana sostanza da Petrus, Coelho prese a parlare in un linguaggio incomprensibile, recitando una sorta di esorcismo, mentre il cane dapprima gli si avventò addosso e poi scappò via. A quel punto Coelho si sentì pervaso da un amore immenso e gioioso, tanto da scoppiare in lacrime.
Più tardi, Petrus gli spiegò del suo carisma nascosto delle Lingue, uno dei doni dello Spirito Santo, e che la sua gioia improvvisa era un segnale della ricompensa per i suoi sforzi sul Cammino.
Gli insegnò quindi l'esercizio RAM dell'Intuizione, da effettuare con l'acqua, per risvegliare la capacità di trarre giovamento dalla sapienza della Tradizione, altrimenti infruttuosa.

### L'Amore
Giunti a Logroño, videro che si preparava una festa in piazza per un matrimonio altolocato. Tra la folla, Coelho riconobbe Manolo, il capo della tifoseria spagnola ai Mondiali di calcio di Messico 86, col quale si intrattenne.
Dopo aver mangiato e brindato con gli altri, Petrus colse l'occasione per parlare a Coelho delle tre tipologie di amore: Eros, dalle molteplici facce, Philos, sotto forma di amicizia, e Agape, che non poteva essere definito ma solo vissuto.
Quest'ultimo, manifestazione dell'angelo custode, viene in genere sperimentato in due forme: come Amore Che Divora, consumando la persona da dentro, oppure come Entusiasmo verso un ideale. Una sera, presso una cappella di pietra in un paesaggio semi-desertico, Petrus fece insieme a Coelho il Rituale Ram di Agape, o del «Globo Azzurro», con cui lo scrittore, commovendosi, sentì rivivere l'entusiasmo per la vita di quand'era bambino, avvertendo la presenza amica dei Santi in cui allora confidava. Durante l'esercizio si unì a loro il monaco Alfonso, amico di Petrus.

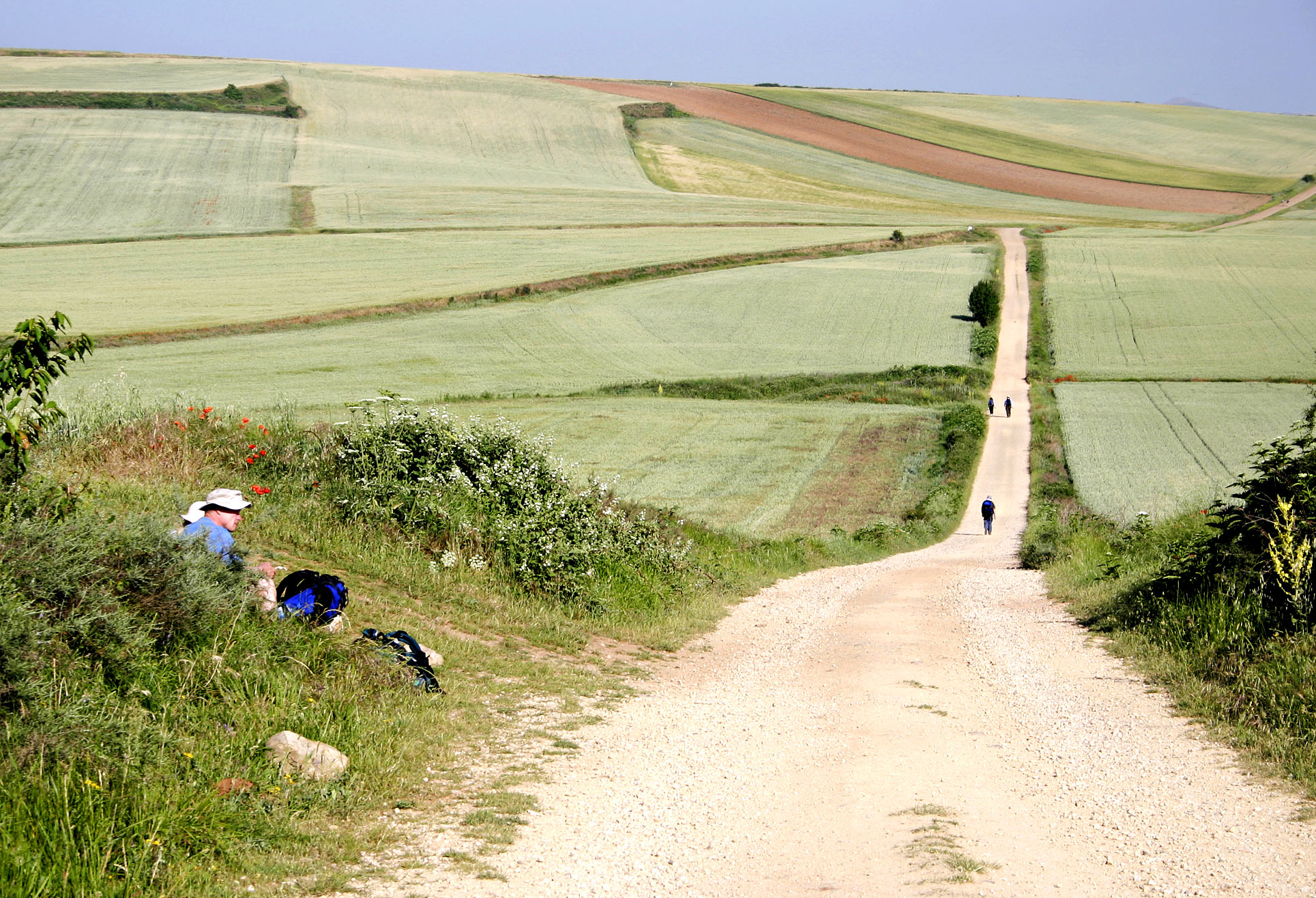
Un tratto del Cammino tra Logroño e Santo Domingo de la Calzada.

### La paura e la Morte
Un paio di giorni dopo, appena lasciata alle spalle la cittadina medioevale di Azofra, Coelho si trovò inaspettatamente di fronte al Cane nero da lui scacciato giorni prima dalla casa stregata, e che l'aveva seguito fin lì. Il passaggio casuale di una suora in quel momento, ritenuta benefica da Coelho, lo salvò da un attacco dell'animale, ma non della paura che lo assalì in seguito.
Petrus gli parlò di questo demone di nome Legione, costituito da messaggeri di persone defunte rimaste a vagare sulla terra.
Verso sera, approssimandosi alla città di Santo Domingo de la Calzada, quando Coelho già pregustava di poter alloggiare in uno dei suoi celebri hotel di lusso, Petrus gli ordinò di restare a pernottare nei campi, dove avrebbe eseguito da solo l'Esercizio Ram del «Sepolto Vivo», finalizzato a superare il terrore della Morte e a riconoscere in lei una compagna capace di aiutare l'uomo nelle più grandi conquiste.
Rimasto solo nel buio della notte, Coelho affrontò così le sue apprensioni immaginandosi la scena del proprio funerale, fino a vedere il volto della sua Morte come amica, e la data in cui sarebbe sopraggiunta.

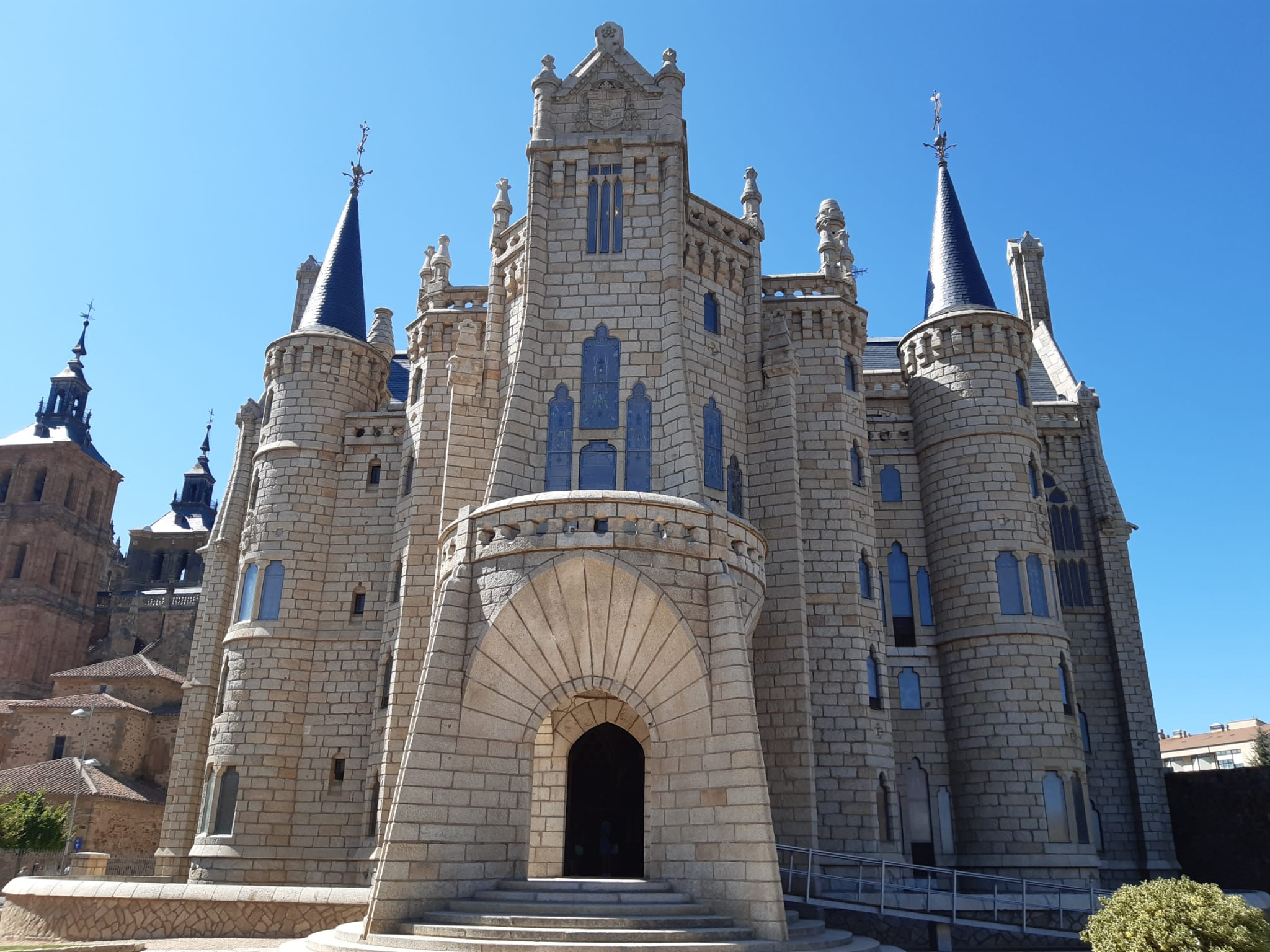
Palazzo episcopale di Astorga.

### La conquista
Vari giorni dopo, superata Astorga, pur avendo iniziato a procedere più frettolosamente del solito, Petrus fece fare a Coelho una piccola deviazione verso Nord, per inoltrarsi in una profonda depressione del terreno, lungo i bordi della quale scorreva una fragorosa cascata d'acqua. Giunti in fondo, quando Petrus lo invitò a risalire la ripida parete rocciosa in corrispondenza della cascata, Coelho fu colto dal dubbio che la sua guida fosse impazzita, come era capitato ad alcuni maghi neri della Tradizione di cui aveva sentito parlare.
Petrus però gli diede l'esempio effettuando per primo la scalata; se Coelho non l'avesse seguito, avrebbe dovuto rinunciare per sempre alla Spada. Riuscendo ad arrampicarsi nel piccolo spazio tra l'acqua in caduta e la roccia, arrivò così al punto in cui l'acqua si gettava dalla sommità con estrema violenza. Colto da disperazione stava per abbandonarsi alla sua potenza, ma le sue membra resistettero, finché trovò delle sporgenze adatte a cui aggrapparsi, e con uno sforzo sovrumano si trasse in salvo, esausto.
Petrus gli insegnò allora l'Esercizio del «Soffio di RAM» perché recuperasse energia traendola dall'armonia circostante dell'universo.

### La Follia e la lotta col demonio

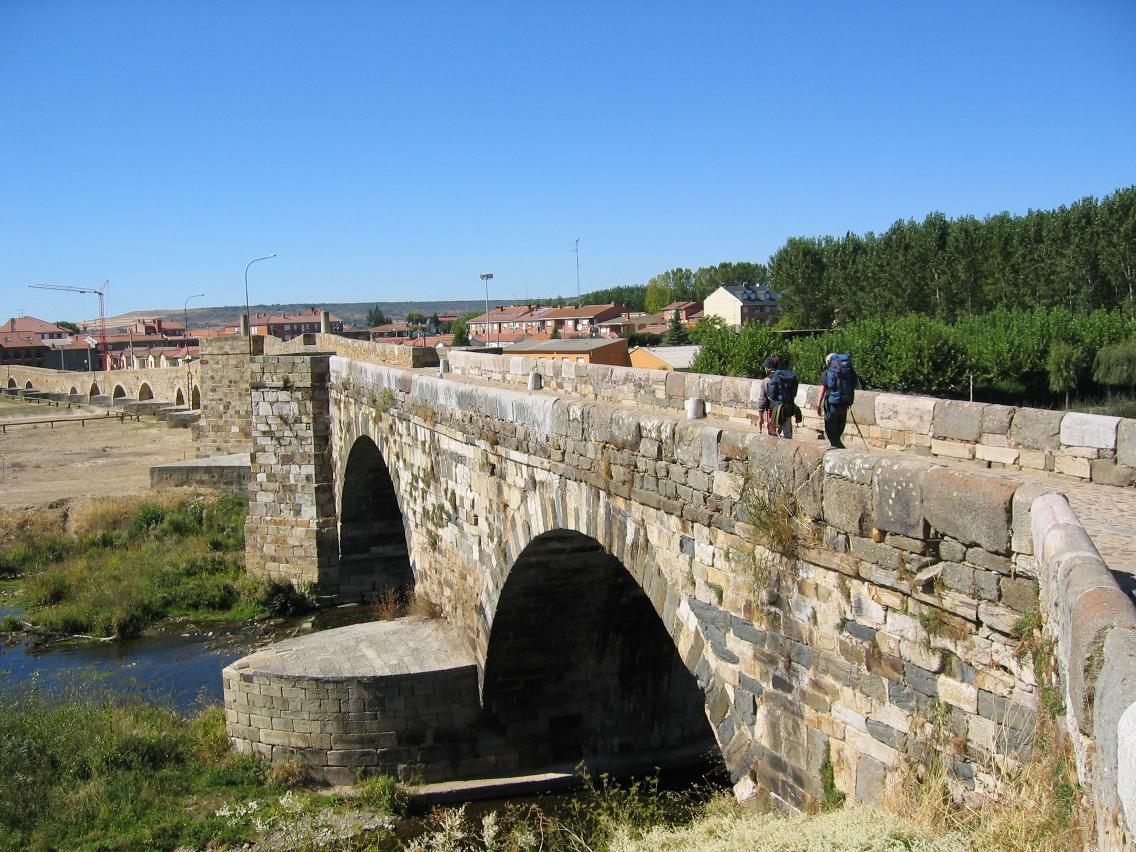
Il ponte Paso Honroso sul fiume Orbigo, di cui viene descritto il ruolo che ebbe nella fondazione dell'Ordine di San Giacomo della Spada.

Dopo altri giorni di cammino forzato, Coelho e la sua guida superarono un ponte, denominato Passo d'Onore, teatro di battaglie e leggende medioevali, finché giunsero nel pomeriggio a Foncebadón, un paese abbandonato ormai in rovina, dove Petrus decise stranamente di sostare un po'. Qui insegnò a Coelho l'Esercizio Ram delle «Ombre», affinché la fiamma della Follia, alimentata da Agape e dall'Immaginazione Creatrice, lo inducesse a prendere la decisione giusta partendo dallo scarto di quelle sbagliate, allo scopo di trovare la sua spada.
Il suo allievo intuì che questa avrebbe potuto trovarsi in un luogo sacro come una chiesa.
D'un tratto Coelho realizzò che si erano affrettati in quel luogo per un appuntamento col demone Legione, cioè il cane nero col quale lui aveva una contesa in sospeso; questo improvvisamente apparve, e con fare minaccioso lo aggredì sbattendolo a terra e azzannandogli una gamba. Coelho cercò di respingerlo con la forza della disperazione, ma dopo essere stato morso anche a una mano, cominciò a sorgere in lui un senso di tedio per quella lotta, accompagnato da una tentazione diabolica di sazietà e di Potere fine a se stesso, che si tradusse in un desiderio di abbandonare il Cammino e quell'assurda ricerca della Spada.

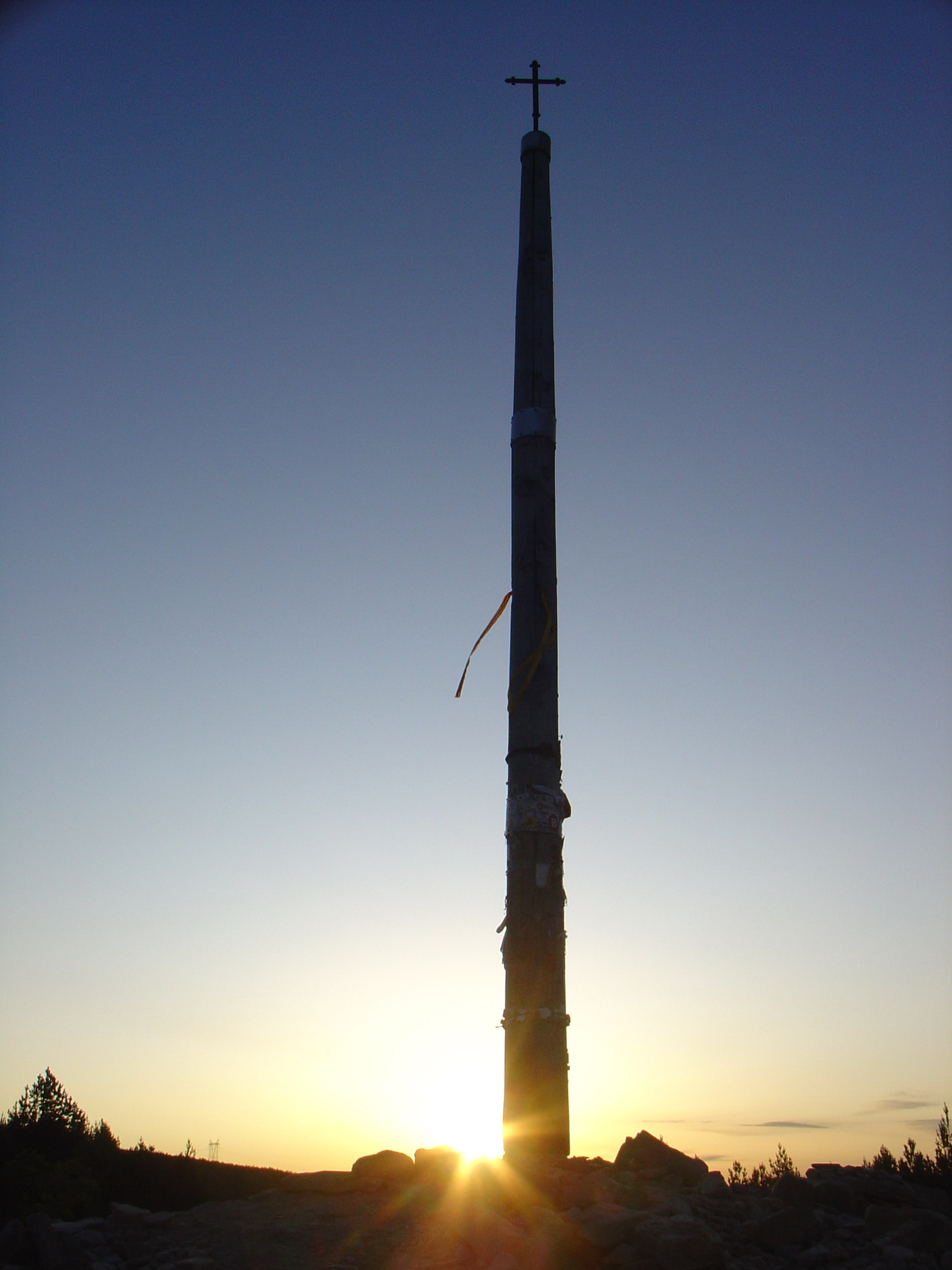
La Croce di Ferro, descritta da Coelho come un antico omaggio a Mercurio risalente all'epoca romana di Cesare, su un'altura visibile da Foncebadón.

L'arrivo inaspettato di un pastore con le sue pecore, che attrasse l'attenzione del Cane, fece desistere appena in tempo Coelho dalla resa, salvandogli l'anima, ma un suggerimento del messaggero Astrain lo convinse a trasformarsi a sua volta in "Cane". Digrignando i denti e manifestando tutto il proprio odio, egli si avventò sul cane che adesso tentò di fuggire terrorizzato. Stava per infliggergli il colpo mortale, quando Coelho si accorse come questa sua furia fosse dovuta a Legione che, uscito dal cane, era entrato dentro lui stesso!
Con un atto di volontà, si ricordò della Spada e di Agape celeste, mentre Legione apparteneva invece al regno della terra: qui esso doveva tornare, e poiché non voleva farsi consumare dall'Amore che stava riaffiorando in Coelho, cominciò a rifluirvi.
Dopo che il demone fu sprofondato completamente nella terra, dove il suo Potere avrebbe fatto risorgere in futuro Foncebadón, Coelho ferito fu assistito da Petrus.

### Da Foncebadon a Ponferrada
Raggiunta la Croce di Ferro, uno dei monumenti più noti lungo la Rotta Giacobea su un'altura poco distante da Foncebadón, Coelho e la sua guida trovarono alloggio in un paesino dove Petrus si prese cura delle sue ferite con l'aiuto di un'anziana guaritrice. Lei e Petrus ricorsero solo a preghiere ed erbe naturali per guarirlo, finché Coelho fu in grado di riprendere il viaggio.
Lungo la strada ora in discesa, che era fiancheggiata da numerose croci di legno forse erette tempo prima da un pellegrino, Petrus obiettò a Coelho che, pur avendo sconfitto il Cane Nero, lui non fosse riuscito ancora a risolvere il segreto della sua Spada, e preso com'era dall'impazienza di ritrovarla, non si fosse mai accorto dell'approssimarsi del nemico.
Gli insegnò allora l'Esercizio Ram dell'«Ascolto» per sviluppare la capacità della chiaroudienza, con cui lo stesso Petrus aveva presagito l'arrivo di Legione.
Poi lo invitò a rialzare, colla sola forza astrale del pensiero, una croce che giaceva inclinata fino al suolo. Poiché Coelho non ci riuscì, glì ordinò in modo brusco di raddrizzarla manualmente, nonostante lui portasse ancora le bende alle ferite appena rimarginate, altrimenti il suo Cammino di Santiago sarebbe terminato lì.
Questo comando parve a Coelho talmente umiliante e insensato da farlo piombare in un terrore ed un odio profondo per la sua guida. Ciò nonostante, si mise a obbedirgli, e trattendendo il dolore alle ferite, liberò a fatica la croce dalla base per poi scavare un buco in cui rialloggiarla. La durezza del terreno non gli permise però di farne uno abbastanza profondo, sicché ebbe l'idea, grazie all'esercizio delle Ombre, di rialzare il suolo intorno con pietre e terriccio. Il suo ultimo sforzo fu il sollevamento della croce, coricandovisi sotto ed issandosela sulle spalle, come Gesù con le membra lacerate, fino a rialzarsi in una sorta di esercizio della Semente per farla scivolare posteriormente nel buco.

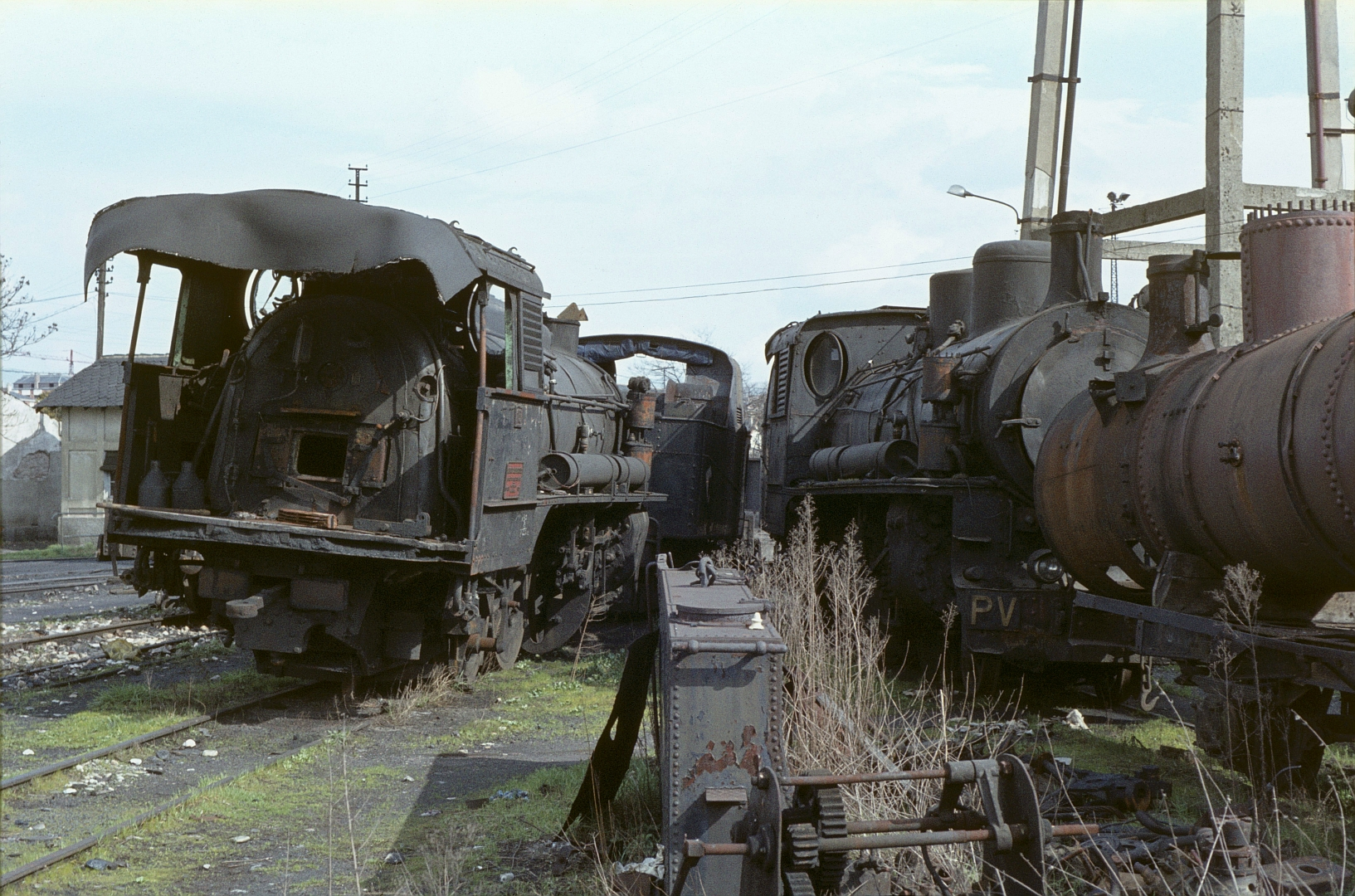
Vagoni in disuso nella Stazione ferroriavia di Ponferrada, dove si svolse il commiato tra Petrus e Coelho.

L'opera gli riuscì, ma rimase in Coelho l'amara impressione che l'obiettivo sapienziale di quel cammino non fosse altro che venire sacrificato dall'oppressione dei suoi superiori.
A Ponferrada Petrus gli fece cambiare le fasciature, poi lo condusse in un deposito di vagoni della stazione ferroviaria dove con un velo di tristezza si congedò da lui, dicendo che d'ora in poi avrebbe dovuto scoprire da solo il segreto della sua Spada, e che loro due si sarebbero rivisti soltanto una volta, in un rituale collettivo della Tradizione di «omaggio agli Antichi» a cui avrebbero partecipato il giorno dopo.

### Il rituale della Tradizione

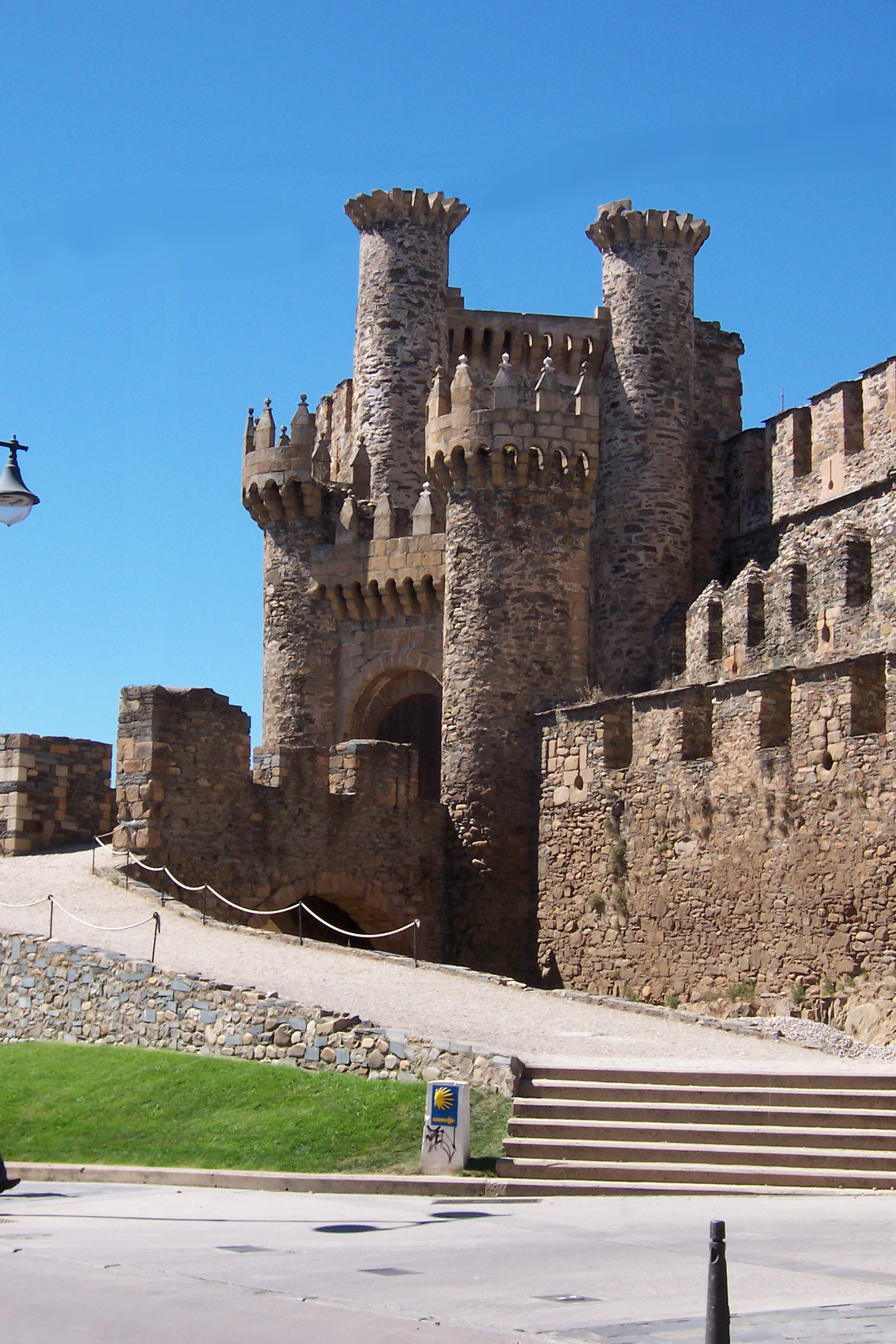
Castello dei Templari a Ponferrada.

A Coelho toccava dunque trovare la sua spada senza più una guida, affinché imparasse a confidare esclusivamente nel proprio potere personale, mettendo a frutto le pratiche Ram, l'ultima delle quali che Petrus gli trasmise nella circostanza fu l'«Esercizio della Danza», da compiere durante quel prossimo rituale.
Questo si svolse nel Castello dei Templari di Ponferrada, un tempo ritrovo dei Cavalieri dell'Ordine, specie dopo la persecuzione che si abbatté su di loro dal 1307, gli esuli dei quali furono accolti dai sovrani di Spagna perché li aiutassero nella guerra di riconquista contro i Mori.
Coelho si ritrovò con adepti di altri Ordini, ognuno dei quali accompagnato come lui da un maestro, vestito da templare, con cui però nessuno di loro poteva parlare in quell'occasione.
Durante il cerimoniale nel castello, un Gran Sacerdote invocò uno Spirito denominato Re.N., ed ebbe inizio il rito della Danza all'interno di un cerchio magico; entrato in trance, Coelho vide delle immagini, tra cui un calice e una patena, probabili indizi della sua Spada. Si svolse poi un rito di iniziazione cristiano per un australiano di nome Andrew, che tra preghiere e formule sacre ricevette la sua Spada del Potere.
Coelho invece doveva ancora ritrovare la sua, quando mancava ormai poco alla meta finale di Santiago de Compostela.

### Il segreto della Spada

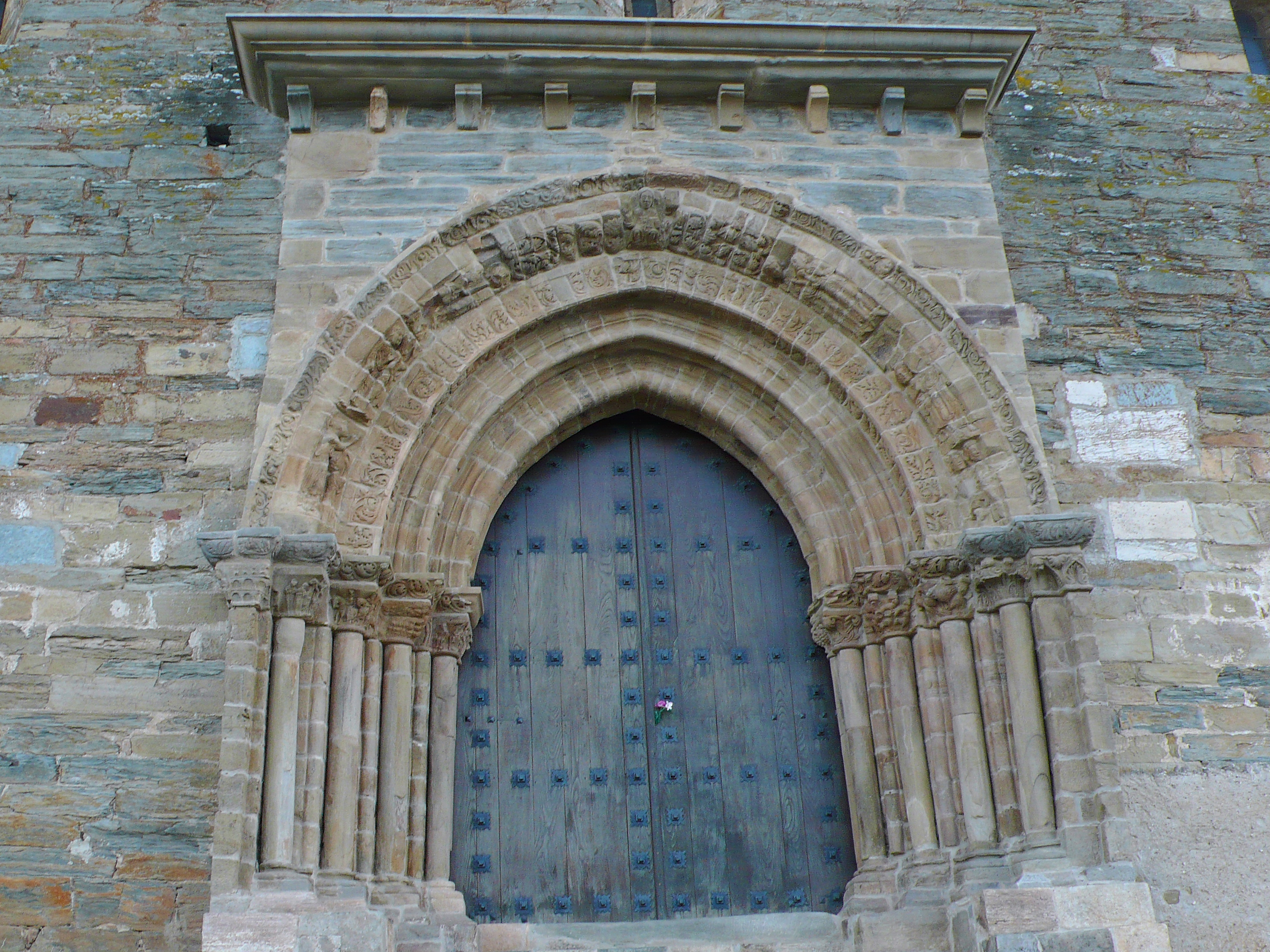
Il Portale del Perdono nella Chiesa di Santiago a Villafranca del Bierzo.

Rimasto solo, Coelho fu preso dallo sconforto, tanto più che il Rituale appena trascorso aveva risvegliato in lui il fascino per la Sapienza dell'Occulto, che gli sarebbe stata preclusa per sempre se non avesse ritrovato la sua Spada.
A Villafranca del Bierzo fu tuttavia rincuorato da due suoi abitanti che si offrirono di fargli da guida turistica, tra cui una bambina che lo condusse al Portale del Perdono, capace di procurare la stessa indulgenza dell'arrivo a Santiago: si trattava di anime sincere, prive di secondi fini, che gli fecero apprezzare di nuovo la semplicità del Cammino delle Persone Comuni.
Coelho intuì allora che in questo suo sentimento doveva celarsi il segreto della Spada a cui aveva accennato Petrus.
Dopo aver pernottato da un'anziana donna in un paesino più in alto, riprese il Cammino che ora diventava sempre più in salita. La fatica lo distolse dalla fretta di arrivare. Pensò allora che, se anche non avesse ottenuto la ricompensa che cercava, lungo quel Cammino aveva pur sempre appreso le pratiche di RAM e tratto insegnamenti dal superamento di vari ostacoli, che si sarebbero rivelati proficui nella sua vita: dopotutto aveva imparato che solo i risultati contavano.
Fu a quel punto che gli si chiarì in un lampo il segreto della sua Spada: capì che il possesso del suo Potere non era fine a se stesso, ma avrebbe dovuto avere un'applicazione pratica; il segreto era che cosa farne!
Un'ondata di Agape cominciò a investire Coelho, che proseguì il cammino aspro e montagnoso in uno stato di estasi, consapevole della sua meta e del perché volesse arrivarci, mettendosi persino a conversare con la natura in un linguaggio suo inventato.

### Il ritrovamento della Spada sul Cebreiro

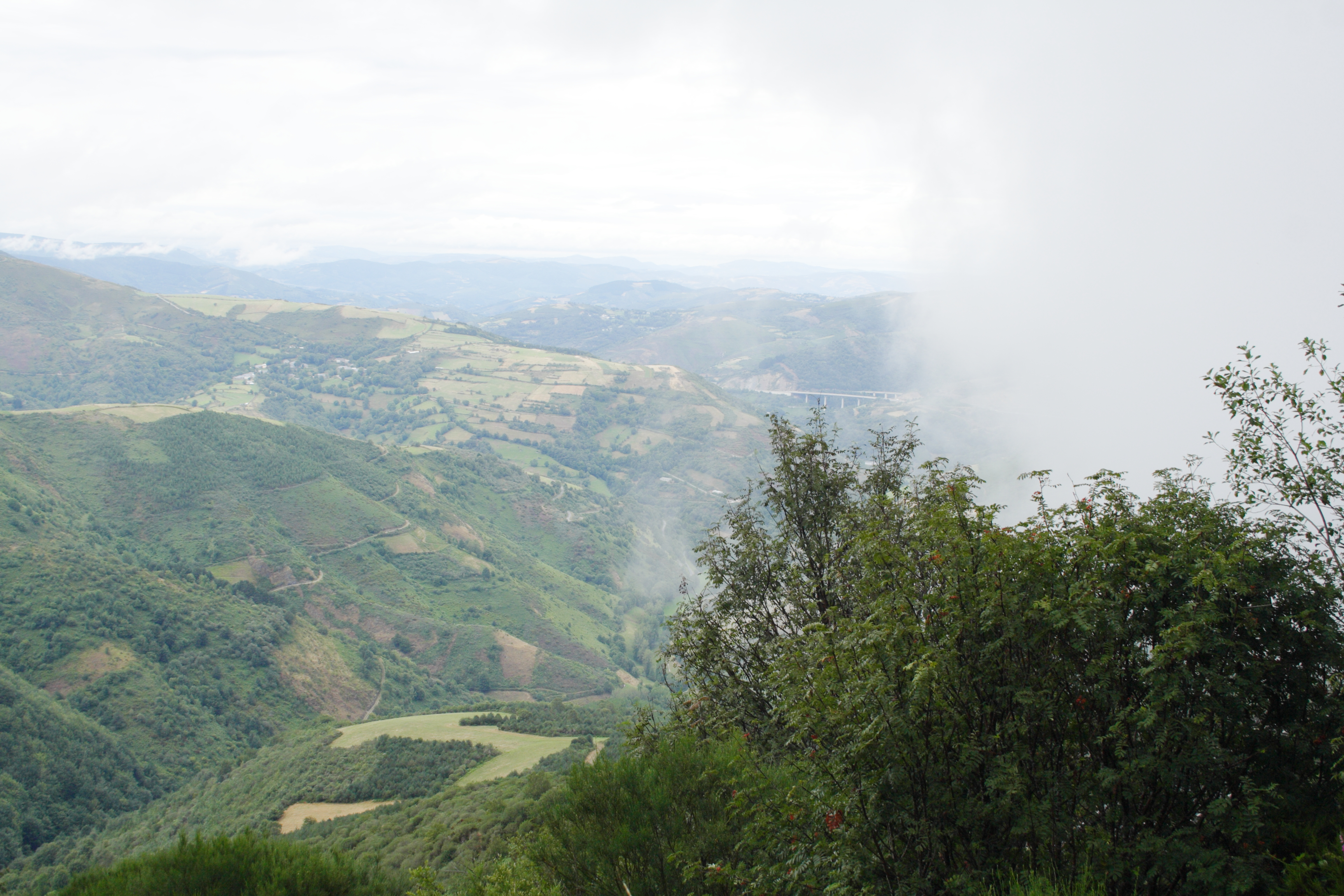
Paesaggio sul monte Cebreiro, il cui nome è posto da Coelho in relazione con l'antica denominazione romana del mese di febbraio.

Verso le tre del pomeriggio entrò in Galizia, e affrontò la salita del monte Cebreiro. Il tempo cominciò tuttavia a farsi nuvoloso, e si formò una fitta nebbia che rese il paesaggio surreale.
Erano le 17:15; indeciso se proseguire fino a Triacastela o tornare indietro per cercare un riparo per la notte, Coelho scelse di continuare a farsi guidare dal miracolo dell'Intuizione, che sembrava parlare in lui con una voce femminile, e andò avanti.
Ormai era diventato uno Strumento del Cammino di Santiago: non era lui a camminare, ma era questo che lo «faceva andare», fino a condurlo a una croce eretta sulla vetta di quella montagna. Qui Coelho pregò il Signore, che come lui aveva percorso il cammino delle Persone Comuni per dimostrare come il suo Potere fosse alla portata di tutti.
Gli si avvicinò un agnello, che Coelho decise di seguire come sua guida: esso scese fino a un villaggio lì vicino, chiamato anch'esso Cebreiro, dove un tempo era avvenuta una miracolosa conversione di un'ostia e del vino nella Carne e Sangue di Cristo.
Invitandolo ad abbandonare ogni indegnità, l'Agnello sembrò dirgli:

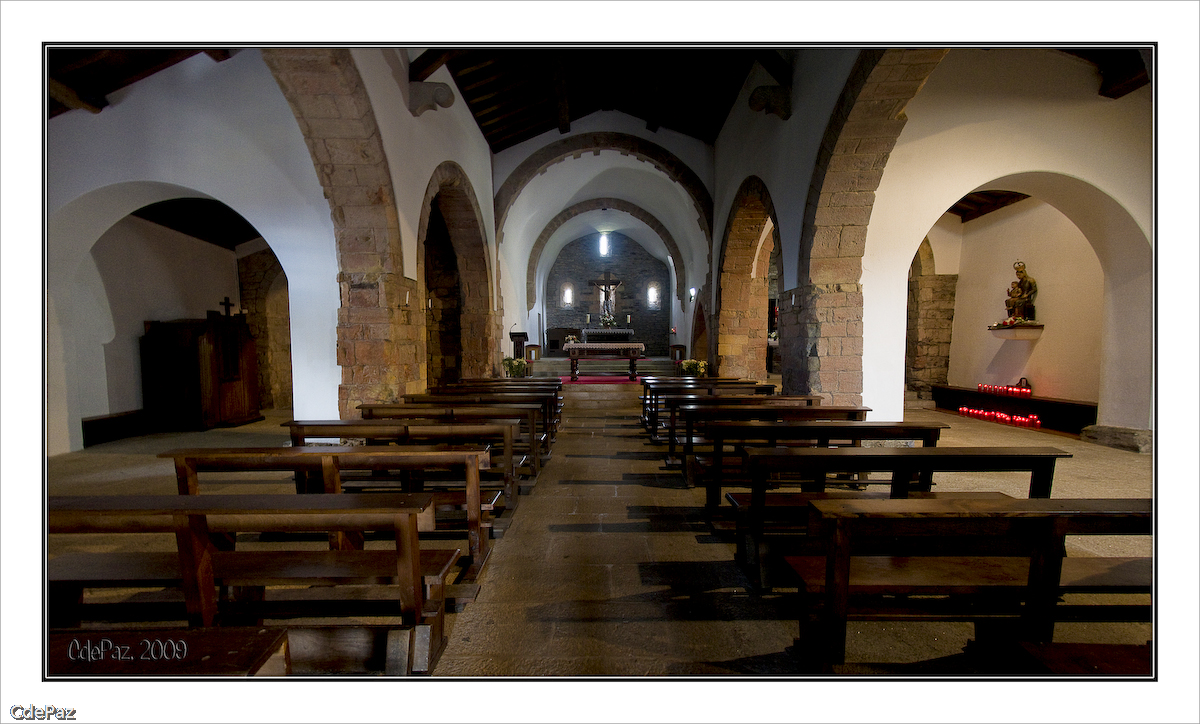
Interno della Chiesa di Santa María do Cebreiro, dove Coelho ritrovò la Spada.

Poi lo condusse nella cappella del paesino, dove erano custodite la patena e il calice del miracolo: qui Coelho trovò il suo Maestro brasiliano che teneva la sua Spada in mano. Insieme recitarono un passo del Salmo 91, e gliela consegnò. Fu allora che cominciò a piovere, Acqua Viva con cui il Cielo avrebbe di nuovo fertilizzato la Terra.

## Edizioni
- Paulo Coelho, Il Cammino di Santiago, traduzione di Rita Desti, collana Narratori stranieri Bompiani, Bompiani, 2001,  p. 228, ISBN 978-88-452-4847-4.